# Trappenpiramide

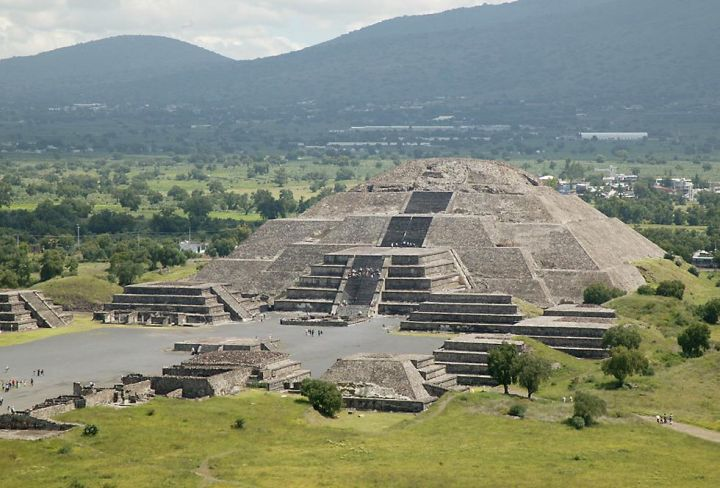
Piramide van de Maan in Teotihuacán

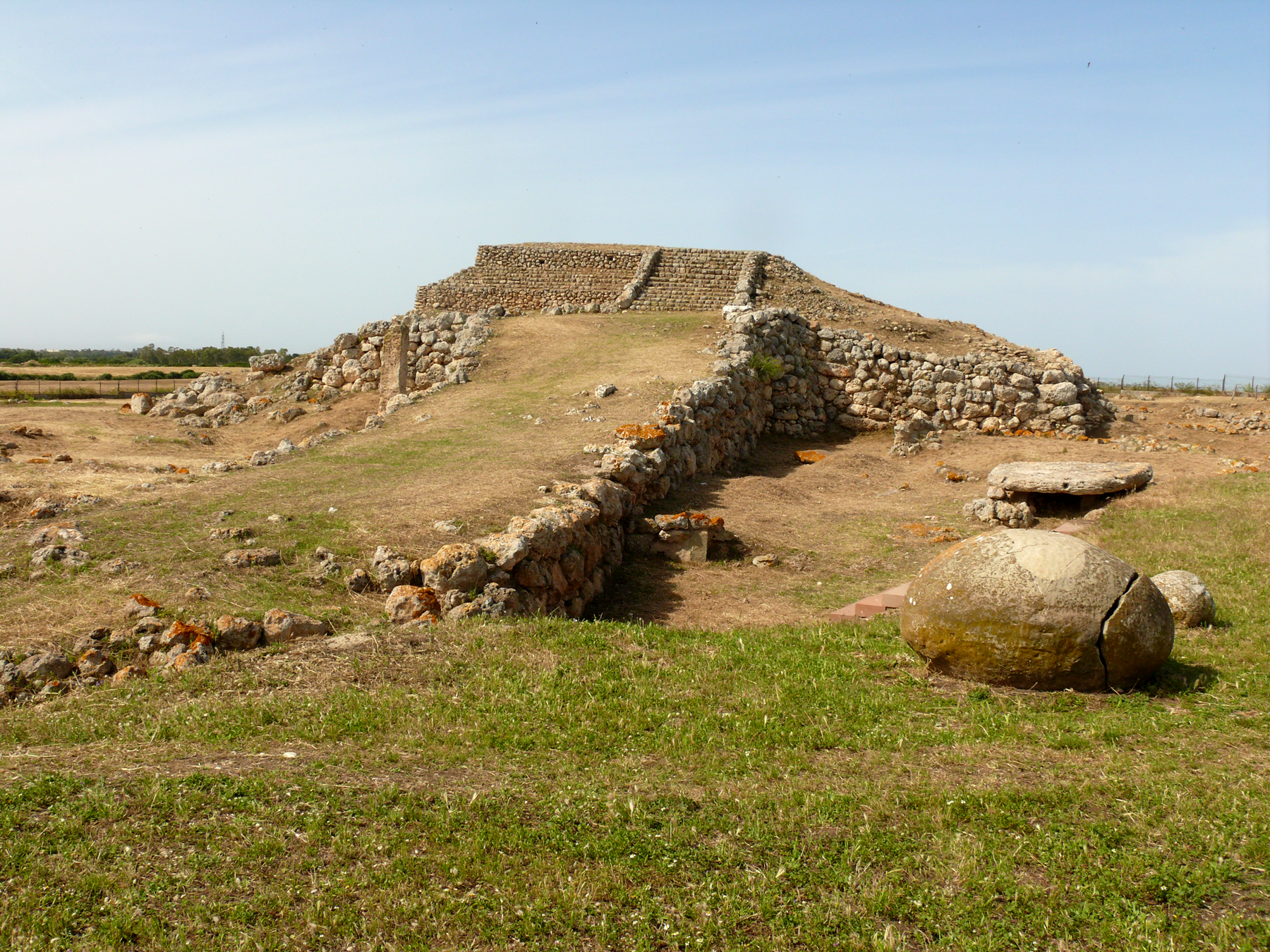
Een trappenpiramide op Sardinië die dateert uit het 4e millennium v.Chr.

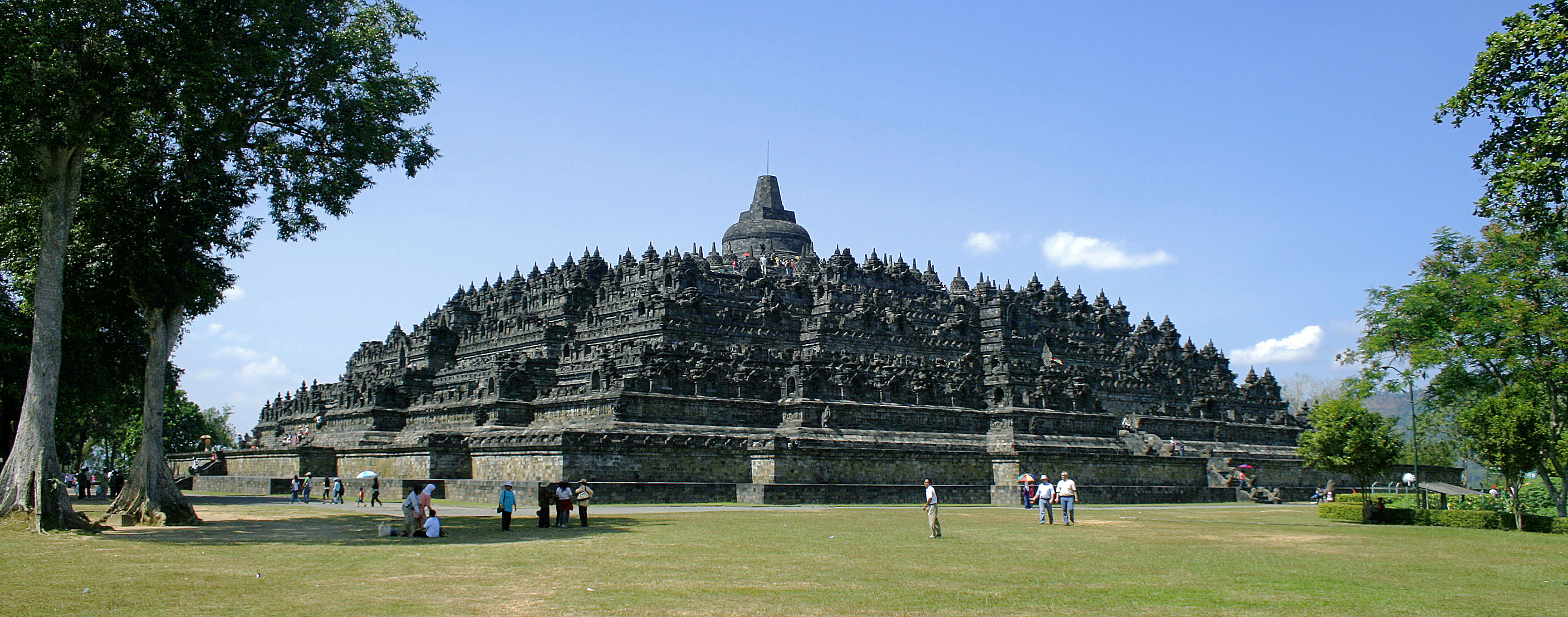
De trappenpiramide van de Borobudur

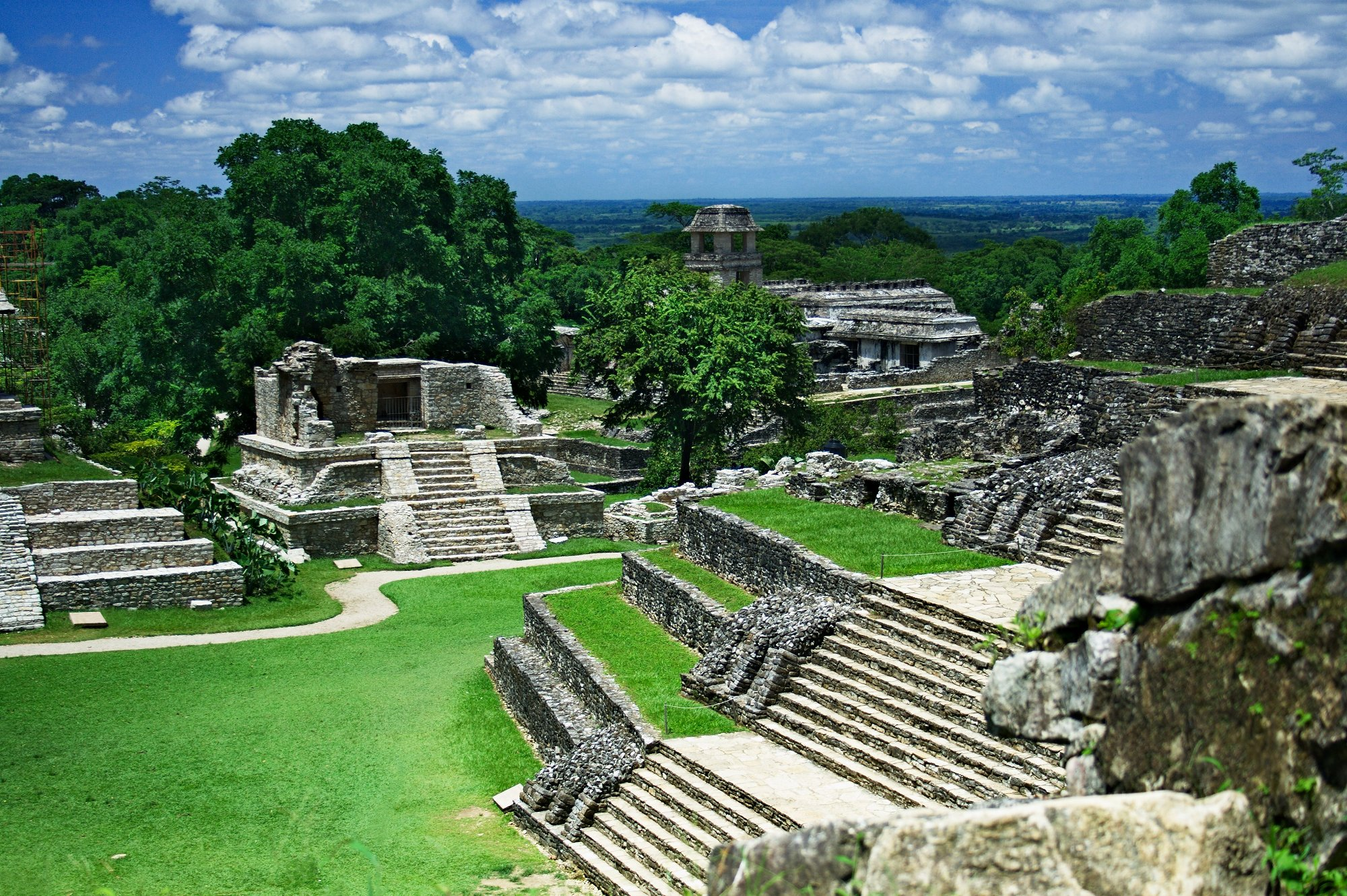
Trappenpiramides in Palenque

Een trappenpiramide (of trappiramide) is een piramidevormig bouwwerk samengesteld uit naar boven toe steeds kleiner wordende platte lagen, waardoor het geheel de vorm heeft van een trap. De trappenpiramide was de allereerste vorm van een piramide in het Oude Egypte, maar de bouwvorm is op zich ouder.
Trappenpiramide is een generieke term die gebruikt wordt voor een verscheidenheid aan constructies, die onderling meestal geen verband hebben.

## Mesopotamië
In het Mesopotamië van de Obeidcultuur werden de eerste ziggoerats gebouwd in het 4e millennium v.Chr.. Een ziggoerat heeft meestal de vorm van een trappenpiramide en ze is daarmee de vroegste verschijningsvorm ervan.

## Oude Egypte
Uit de gewone grafheuvel ontwikkelde zich in het oude Egypte de mastaba. De vizier en architect Imhotep stapelde voor de farao Djoser een aantal steeds kleinere mastaba's op elkaar. Zodoende ontstond de trappenpiramide in Egypte en daaruit zou later de 'echte piramide' ontstaan.
| Ontwikkeling van mastaba tot zuivere piramide.                                                                         |
| - Mastabet el-Fara'un (vierde dynastie) - Piramide van Djoser (derde dynastie) - Piramide van Cheops (vierde dynastie) |

Andere voorbeelden van trappenpiramides in het oude Egypte zijn de Trappenpiramide van Chabai en die van Snofroe. Nadat de zuivere piramide was uitgevonden, werden geen trappenpiramides meer gebouwd.

## Europa
De midden jaren vijftig ontdekte archeologische vindplaats Monte d'Accoddi in Noord-Sardinië omvat onder meer een Neolithische trappenpiramide uit het 4e millennium v.Chr.
Op het Canarische Eiland Tenerife bevinden zich de Piramides van Güímar. Deze trappenpiramides zijn waarschijnlijk halverwege de negentiende eeuw gebouwd.

## Midden-Amerika
De meest productieve bouwers van trappenpiramides waren de culturen van Meso-Amerika. Overblijfselen ervan zijn aangetroffen in Mayasteden in geheel Yucatán. Behalve bij de Maya's maakte de trappenpiramide ook deel uit van de architectuur van de Azteken en Tolteken. 